# Varzo
Varzo (Varsc in dialetto varzese) è un comune italiano di 1 889 abitanti della provincia del Verbano-Cusio-Ossola.
È situato in Val Divedro, percorsa dal torrente Diveria, a 54 km da Verbania, il capoluogo provinciale, e a 13 km da Domodossola.

## Geografia fisica
Il comune di Varzo è situato in una conca della Val Divedro, i 53 gruppi di abitazioni che lo compongono sono sparsi su una serie di terrazze moreniche, alcuni dei nuclei sono spopolati o in via di spopolamento, altri sono abitati solo durante i mesi della transumanza.

## Storia
Nella Balm d'la Vardaiola sono state scoperte pitture rupestri preistoriche.
La storia di Varzo è legata, fin dai tempi dei Liguri, i primi abitanti della valle, alla posizione geografica. Varzo si trova infatti sulla strada che porta al Passo del Sempione e in una zona dove vi furono frequenti dispute di confine fra Svizzera e Italia.
Da Varzo, in epoca romana, passava la via Severiana Augusta, strada romana consolare che congiungeva Mediolanum (la moderna Milano) con il Verbannus Lacus (il Lago Verbano, ovvero il Lago Maggiore) e da qui al passo del Sempione (lat. Summo Plano).

### Simboli
Il patrono del Comune di Varzo è san Giorgio, che campeggia al naturale nella parte destra dello stemma comunale; esiste pure la versione locale della leggenda di san Giorgio, tale per cui sono state erette delle edicole votive nei punti in cui il suo cavallo, mentre lo conduceva in paradiso, posava gli zoccoli negli ultimi quattro passi prima di ascendere al cielo. Al santo è titolata anche la chiesa parrocchiale.
Il gonfalone è un drappo di azzurro.

## Monumenti e luoghi d'interesse

### Architetture religiose
- Chiesa parrocchiale di San Giorgio
- Chiesa di San Giovanni Battista nella frazione La Colla
- Oratorio della Beata Vergine Assunta nella frazione di Coggia, sulla facciata un affresco del pittore vigezzino Giuseppe Borgnis.
- Oratorio di San Rocco ad Alneda, edificato nel 1644

### Architetture civili
Nel centro storico si trova un'antica torre di vedetta già citata nel XIV secolo e restaurata di recente. Faceva parte di un complesso che ospitava un punto di ristoro per i mercanti che si fermavano a Varzo per pagare i dazi. 

### Aree naturali
Nel 1978 venne istituito il Parco naturale dell'Alpe Veglia divenuto nel 1995 Parco naturale dell'Alpe Veglia e dell'Alpe Devero, il territorio comunale di Varzo comprende l'Alpe Veglia a cui si arriva dalla frazione di San Domenico.

## Società

### Evoluzione demografica
Abitanti censiti

## Cultura

### Musei
- Alla Balm d'la Vardaiola, riparo sotto roccia con pitture rupestri, è dedicato un museo virtuale.[4]

## Amministrazione

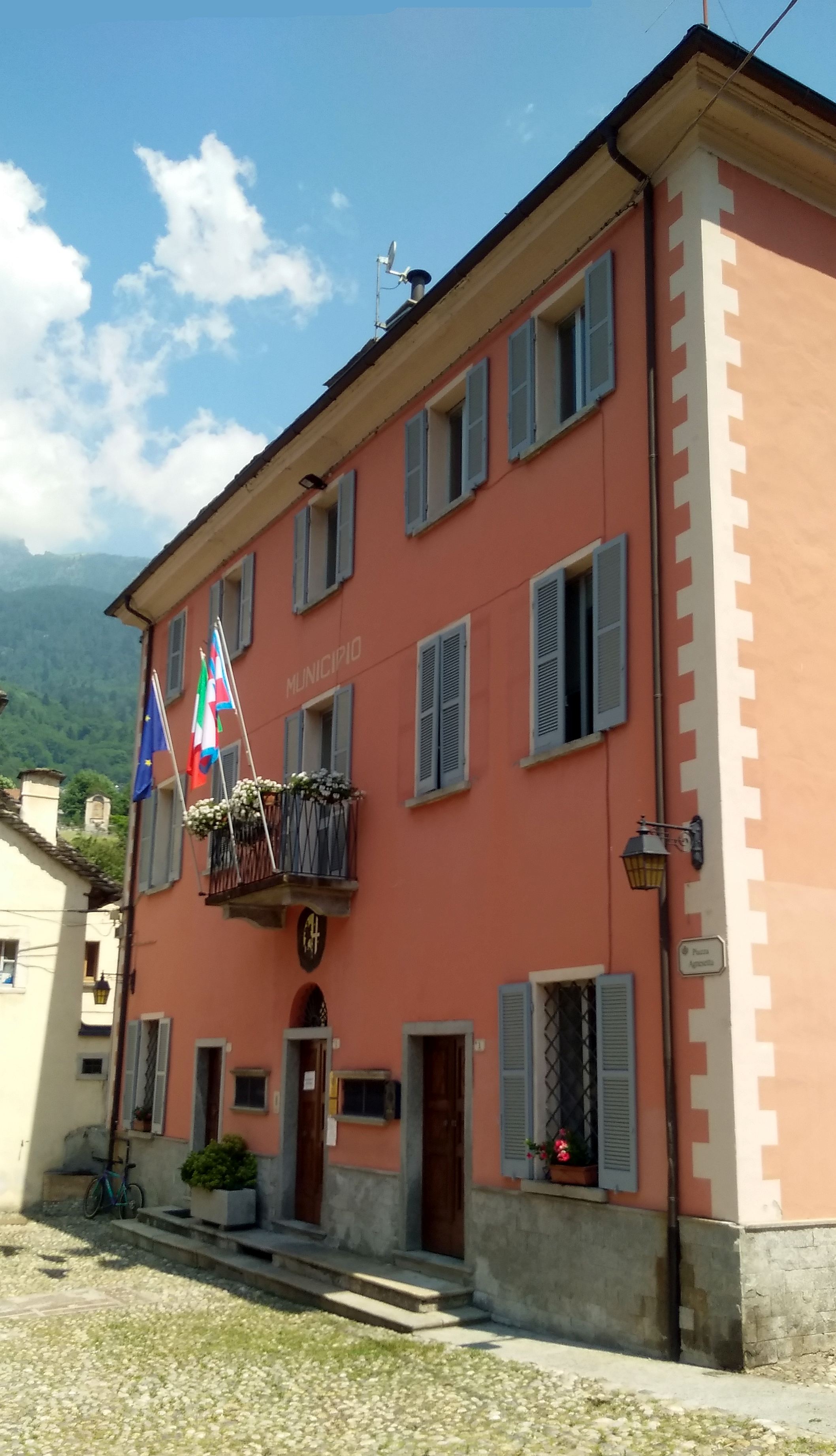
Il municipio

Di seguito è presentata una tabella relativa alle amministrazioni che si sono succedute in questo comune.
| Periodo        | Periodo        | Primo cittadino         | Partito                            | Carica  | Note  |
| -------------- | -------------- | ----------------------- | ---------------------------------- | ------- | ----- |
| 24 aprile 1995 | 14 giugno 1999 | Bruno Stefanetti        | Partito Democratico della Sinistra | Sindaco | [ 7 ] |
| 14 giugno 1999 | 14 giugno 2004 | Bruno Stefanetti        | lista civica                       | Sindaco | [ 7 ] |
| 14 giugno 2004 | 8 giugno 2009  | Adriano Gerardo Cordoni | lista civica                       | Sindaco | [ 7 ] |
| 8 giugno 2009  | 26 maggio 2014 | Alessio Lorenzi         | lista civica                       | Sindaco | [ 7 ] |
| 26 maggio 2014 | in carica      | Bruno Stefanetti        | lista civica Varzo vivo            | Sindaco | [ 7 ] |

### Altre informazioni amministrative
Fa parte dell'unione montana di comuni Alta Ossola.